# Filacciano
Filacciano település Olaszországban, Lazio régióban, Róma megyében. Lakosainak száma 464 fő (2023. január 1.). Filacciano Nazzano, Ponzano Romano, Torrita Tiberina, Forano és Poggio Mirteto községekkel határos.

## Népesség
A település lakossága az elmúlt években az alábbi módon változott:
| Lakosok száma | 462  | 461  | 464  |
|               | 2017 | 2018 | 2023 |